# Kasparov’s Gambit
«Kasparov's Gambit» — компьютерная программа для игры в шахматы для DOS, на основе Socrates II, победителя Северо-Американского чемпионата по шахматам среди компьютерных программ. Консультант при создании программы — действующий на тот момент чемпион мира по шахматам Г. К. Каспаров. 

## История
Хулио Каплан, шахматист, программист и владелец компании «Heuristic Software», разработал Heuristic Alpha в 1990–1991 гг. Исходная версия превратилась в Socrates с помощью других шахматистов и программистов, включая Ларри Кауфмана и Дона Дейли, которые позже также были разработчиками программы «Kasparov's Gambit». В 1993 программа участвовала в розыгрыше Кубка Гарварда против шести гроссмейстеров (Д. Бенджамин, П. Волфф, Б. Ф. Гулько, И. М. Гуревич, А. В. Иванов, М. Роде), проиграв им всем, и оказавшись на последнем (12-м) месте из шести программ. По словам одного из разработчиков, Эрика Шиллера, версия для Windows планировалась Electronic Arts, но так и не была завершена. Движок Socrates II был полностью запрограммирован на ассемблере, но переписан только на языке Си для добавления в программу. Однако для вызова озвучивания и вывода видео, как и для других функций, использовался ассемблер. Программа заняла 145-е место в списке 150 лучших игр всех времён в 1996 по версии журнала Computer Gaming World.
По словам разработчика команды Эрика Шиллера, Electronic Arts планировала версию для Windows, но она так и не была завершена. Electronic Arts ранее выпустила шахматный вариант Archon: The Light and the Dark (1983), а позже выпустила Battle Chess II: Chinese Chess (2002) и Kasparov Chessmate от Jamdat Mobile (2003).

## Описание
По ходу игры имеется сопровождение с оцифрованным изображением чемпиона, комментирующего действия игрока. Также имеется база данных из 500 шахматных партий, сыгранных чемпионами мира, с комментариями действовавшего чемпиона, и с опцией викторины, где пользователь должен выбрать следующий ход. Ещё есть глоссарий шахматных терминов, и другая полезная информация, и заодно доступен анализ игровых партий.

## Техническая информация
Программа разработана для 386SX IBM PC/AT-совместимых компьютеров. Имеется поддержка манипулятора типа мышь. Графика в игре SVGA, но отсутствует поддержка звуковых карт.